# Marcinkowice (gromada w powiecie oławskim)
Marcinkowice – dawna gromada, czyli najmniejsza jednostka podziału terytorialnego Polskiej Rzeczypospolitej Ludowej w latach 1954–1972.
Gromady, z gromadzkimi radami narodowymi (GRN) jako organami władzy najniższego stopnia na wsi, funkcjonowały od reformy reorganizującej administrację wiejską przeprowadzonej jesienią 1954 do momentu ich zniesienia z dniem 1 stycznia 1973, tym samym wypierając organizację gminną w latach 1954–1972.
Gromadę Marcinkowice z siedzibą GRN w Marcinkowicach utworzono – jako jedną z 8759 gromad na obszarze Polski – w powiecie oławskim w woj. wrocławskim, na mocy uchwały nr 24/54 WRN we Wrocławiu z dnia 2 października 1954. W skład jednostki weszły obszary dotychczasowych gromad Marcinkowice, Zakrzów, Siedlce, Stanowice, Lizawice i Górnik ze zniesionej gminy Marcinkowice oraz Zabardowice ze zniesionej gminy Wierzbno w tymże powiecie. Dla gromady ustalono 21 członków gromadzkiej rady narodowej
1 lipca 1968 z gromady Marcinkowice wyłączono wieś Górnik, włączając ją do nowo utworzonej gromady Oława w tymże powiecie.
1 stycznia 1969 do gromady Marcinkowice włączono wsie Groblice i Jankowice ze zniesionej gromady Groblice w tymże powiecie.
Gromada przetrwała do końca 1972 roku, czyli do kolejnej reformy gminnej.